# لینا لئاندرشون
لینا لئاندرشون (به انگلیسی: Lina Leandersson) (زادهٔ ۲۷ سپتامبر ۱۹۹۵) بازیگر نوجوان ایرانی - سوئدی است. وی نقشی کلیدی در فیلم سوئدی آدم درست را راه بده بازی کرده‌است. کمی پس از زاده شدن در شهر فالون، لی اندرسون بازیگری را در همان سال‌های اول زندگی اش آغاز کرد. وی نخستین بار به بازیگری در تئاتری محلی پرداخت و پس از آن چندین بار در سال ۲۰۰۶ میلادی، به‌طور مستقیم، در تلویزیون ظاهر شد. در سن یازده سالگی، لی اندرسون برای بازی در فیلم آدم درست را راه بده با کارگردان آن (Tomas Alfredson) شروع به همکاری کرد به طوری که در این فیلم موفقیتی جهانی بدست آورد. نقش منحصربه‌فرد او به عنوان یک خون‌آشام، تحت نام ایلی (Eli) نه تنها باعث شد تا بسیاری به نقد، تحلیل و بررسی فیلم ذکر شده بپردازند، بلکه وی نامزد و دریافت کنندهٔ بسیاری از جوایز بازیگری شود.

## زندگی شخصی
لئاندرشون هم‌اکنون در شهر فالون سوئد در کنار مادرش، پدرخوانده‌اش و دو خواهر کوچکتر از خودش زندگی می‌کند.
از علاقه‌مندی‌های وی می‌توان رقاصی و بازیگری در تئاتر را نام برد. اگرچه بسیاری از اعضای خانوادهٔ وی ورزشکار هستند، ولی وی علاقه‌ی چندانی به ورزش ندارد.

وی می‌گوید: 
من در کلاس سوم عضو تیم فوتبال مدرسه بودم. اما آنقدر خودم را بد نشان دادم تا اجازهٔ راه‌یابی به مسابقات را نیافتم.
 او تاکنون در چند مراسم مختلف بر علاقه اش به بازیگری تأکید کرده‌است. رشتهٔ مورد علاقهٔ وی تاریخ است و وی در تشریح این علاقهٔ خود چنین می‌گوید: 
برایم جالب است که بدانم مردم گذشته چگونه زندگی می‌کرده و مرده‌اند.
 وی مدرسه را مانعی برای ادامهٔ بازیگری خود نمی‌بیند و می‌گوید : 
تنها باید از هرکس دیگری بیشتر درس بخوانم.